# Margaret Wycherlyová
Margaret Wycherlyová (26. října 1881 – 6. června 1956) byla anglická divadelní a filmová herečka.

## Mládí
Wycherlyová se narodila jako Margaret De Wolfeová v Londýně americkým rodičům, doktorovi a paní J. L. De Wolfeovým. Byla provdána v roce 1901 za spisovatele Bayarda Veillera (1869–1943). Měli syna, Anthonyho Veillera (1903–1965), jenž se stal rovněž spisovatelem. V roce 1922 se Wycherlyová a Veiller rozvedli.

## Kariéra
Prvotně byla divadelní herečkou, která se objevila v jednom tichém filmu. V roce 1929, na úsvitu natáčení prvních zvukových filmů se objevila ve svém druhém snímku, ale prvním mluveném, The Thirteenth Chair („Třináctá židle“), založeném na hře od jejího manžela z roku 1916, ve které byla hrála. Film byl režírován Todem Browningem a patřil do žánru melodramat z tajemných starých domů. O dvanáct let později se Wycherleyová objevila ve filmu Sergeant York z roku 1941. Byla nominována na ocenění Academy Award for Best Supporting Actress („Cena Akademie za nejlepší herečku ve vedlejší roli“)za roli matky Yorkové, ačkoliv možná její nejvzpomínanější filmovou rolí byla „Ma Jarrettová“, matka psychopatického gangstera Codyho Jarretta ve snímku White Heat („Bílý hic“)(1949), kteroužto rolí proslul James Cagney.
Wycherlyová hrála v několika populárních broadwayských hrách včetně Tobacco Road („Tabáková cesta“), Random Harvest („Náhodná sklizeň“), Liliom, Six Characters in Search of an Author („Šest postav hledajících autora“) a The Thirteenth Chair („Třináctá židle“) (kteroužto roli znovu zahrála ve stejnojmenném film). Mezi jejími dalšími jsou Keeper of the Flame („Přechovávač plamene“), The Yearling, Forever Amber („Navždy Amber“), The Man with a Cloak („Chlap s kápí“) a Johnny Angel, v němž hrál George Raft.

## Smrt
Wycherlyová zemřela 6. června 1956 v nemocnici St. Clare's Hospital v New Yorku ve věku 74 let.

## Filmografie
- The Fight (1915)
- The Thirteenth Chair (1929)
- Midnight (1934)
- Victory (1940)
- Sergeant York (1941)
- Crossroads (1942)
- Random Harvest (1942)
- Keeper of the Flame (1942)
- Assignment in Brittany (1943)
- The Moon Is Down (1943)
- Hangmen Also Die! (1943)
- Experiment Perilous (1944)
- Johnny Angel (1945)
- The Yearling (1946)
- Something in the Wind (1947)
- Forever Amber (1947)
- The Loves of Carmen (1948)
- White Heat (1949)
- The Man with a Cloak (1951)
- That Man from Tangier (1953)
- The President's Lady (1953)